# De Club van Sinterklaas & Het Pratende Paard
De Club van Sinterklaas & Het Pratende Paard is een Nederlandse jeugdfilm uit 2014 gebaseerd op de televisieserie De Club van Sinterklaas. De film is interactief en betrekt het publiek middels een app bij de ontvouwing van het verhaal.

## Plot
Amerigo (Carlo Boszhard) blijkt te kunnen praten. Stationschef Jef Vandenare (Sven De Ridder) steelt het paard van Sinterklaas en hoopt er een talentenjacht mee te kunnen winnen. Maar zonder Amerigo kan pakjesavond niet doorgaan. Het is aan de Zwarte Pieten om het paard op tijd terug te vinden.

## Rolverdeling
| Acteur           | Personage             |
| ---------------- | --------------------- |
| Sven De Ridder   | Jef Vandenaere & Jean |
| Carlo Boszhard   | Amerigo (stem)        |
| Tijn Kroon       | Stijn                 |
| Wilbert Gieske   | Sinterklaas           |
| Beryl van Praag  | Testpiet              |
| Tim de Zwart     | Hoge Hoogte Piet      |
| Piet van der Pas | Profpiet              |
| Wim Schluter     | Muziekpiet            |
| Frans de Wit     | Keukenpiet            |
| Job Bovelander   | Coole Piet            |
| Anouk de Pater   | Danspiet              |
| Patrick Martens  | jurylid               |
| Joyce Beullens   | jurylid               |
| Jessica Mendels  | jurylid               |
| Stef de Reuver   | zwerver               |

## Productie
De film is deels opgenomen in station Twisk.

## Ontvangst
De film werd matig tot slecht ontvangen door de media. Fabian Melchers van De Telegraaf noemde de film zouteloos maar vermakelijk voor de doelgroep. Louke Kreemers van Filmpjekijken.com noemde het "plot van De Club van Sinterklaas & Het Pratende Paard (...) net zo voorspelbaar als in elke Sinterklaasfilm". Maar Kreemers schreef ook dat er "best leuke momenten" bij zitten. Arjan Welles van FilmTotaal viel op dat de controverse omtrent Zwarte Piet genegeerd werd; in de film speelt de traditionele Zwarte Piet met kroeshaar en rode lippen. Volgens Welles heeft de film een "overdreven kluchtig karakter" en leden de makers aan "creatieve armoe". Hij gaf de film een score van 1,5 op 5 sterren.